# 차남규
차남규 (车南圭, 1954년 1월 1일 ~ )는 대한민국의 금융인, 기업인이자, 한화생명보험의 대표이사 사장직을 맡고 있는 한화그룹 계열사 임원이다.

## 생애
1954년 1월 1일 부산에서 태어났으며 부산고등학교와 고려대학교 법학과를 졸업했다. 1979년 한화생명에 공채로 입사하여 한화기계, 한화정보통신, 여천NCC 등의 한화그룹 계열사에서 일했다. 한화그룹이 대한생명을 인수했던 2002년부터 보험업 분야에서 일하게 되었으며 2013년 5월 3일 신은철 한화부회장이 물러나면서 대표이사를 맡게 되었다.

## 같이 보기
- 한화그룹
- 한화기계
- 여천NCC
- 대한생명보험
- 한화테크엠
- 한화생명보험
- 대한승마협회